# Yxbacken
Yxbacken är en skidanläggning som drivs av Norrköpings skidklubb (NSK), vid Hultsbruk utanför Åby, cirka 8 km från Norrköping. Anläggningen består av tre liftar och fyra pister och håller öppet efter väderlek hela vinterhalvåret. Det var där som Pernilla Wiberg lade grunden till sina alpina framgångar. På anläggningen finns café och värmestuga med servering av lättare måltider.  
Sedan 2011 finns även mountainbikeleder som är öppna för alla från och med maj till oktober beroende på väder.